# Carlos Enrique García Camader

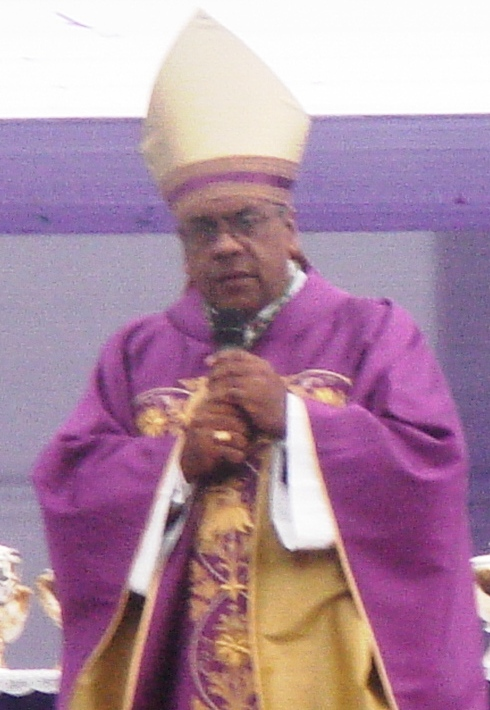
Carlos García Camader (Lima, 2008)

Carlos Enrique García Camader (* 14. August 1954 in Lima) ist Bischof von Lurín (Peru). 

## Leben
Carlos Enrique García Camader studierte Philosophie und Theologie am Großen Priesterseminar von Santo Toribio de Mogrovejo in Lima und empfing am 8. Dezember 1981 die Priesterweihe. 1981 wurde er Vikar der Pfarrei „Santisima Cruz“, Barranco, Lima. 1984 wurde er Vizerektor und dann Rektor des Vorbereitungsseminar „Casa de Nazareth“ in Lima und 1991 Rektor des Großen Priesterseminars von Santo Toribio de Mogrovejo und gleichzeitig Exekutivsekretär der bischöflichen Kommission für Seminare und Berufungen des Berufungskomitees der Erzdiözese von Lima.
Johannes Paul II. ernannte ihn am 16. Februar 2002 zum Titularbischof von Villamagna in Proconsulari und Weihbischof in Lima. Die Bischofsweihe in der Kathedrale von Lima spendete ihm der Erzbischof von Lima, Juan Luis Kardinal Cipriani Thorne, am 7. April desselben Jahres; Mitkonsekratoren waren Rino Passigato, Apostolischer Nuntius in Peru, und Alcides Mendoza Castro, Erzbischof von Cuzco. 
Papst Benedikt XVI. ernannte ihn am 17. Juni 2006 zum Bischof von Lurín. Am 22. Januar 2025 wählten die peruanischen Bischöfe Carlos García Camader zum Vorsitzenden der peruanischen Bischofskonferenz (Conferencia Episcopal Peruana).